# Arachnura higginsi
Arachnura higginsi, conocida como Araña de Cola, Araña Cola de Escorpión o Escorpión Orb Weaver es una araña común australiana perteneciente a la familia Araneidae y está presente en muchas partes de Australia.

## Descripción y hábitat
El cuerpo de los machos tienen una longitud de 2 mm y el de las hembras 16 mm. El color del cuerpo varia en la gama del crema a castaño, siendo en las arañas jóvenes de un color más brillante. El macho de un tamaño más pequeño no posee cola. El tamaño sobresaliente de la cola es algunas veces similar a la cola de un escorpión, no obstante esta criatura es inofensiva para los humanos. Construyen su red cerca del nivel del suelo, en ángulo o algunas veces horizontalmente. Sus presas son generalmente pequeños insectos voladores.
Llegan a tener hasta ocho huevecillos en su saco, el saco tiene una forma ovalada y mide 5 mm x 4 mm con un aspecto lanoso, duro, castaño y sedoso. Añaden sus sacos de huevecillos a todas las áreas faltantes de su red. Los huevecillos son de consistencia cremosa, de 0.8mm de diámetro y el saco aloja unos 50 a 60, los huevecillos no son pegajosos.